# Charmøren
Charmøren er en dansk film fra 2018, filmen er instrueret af Milad Alami med manuskript af Ingeborg Topsøe.

## Handling
Iranske Esmail er ved at blive udvist fra Danmark og kæmper desperat for at kunne blive i landet. Da han møder dansk-persisk Sara bliver Esmail uventet forelsket i hende. Men tiden er knap og en mand, hvis liv Esmail har ødelagt i sit forsøg at finde en plads i det danske samfund, er  i hælene på ham.

## Medvirkende
- Ardalan Esmaili som Esmail
- Soho Rezanejad som Sara
- Susan Taslimi som Leila
- Lars Brygmann som Lars
- Elmira Arikan som Kvinde i Iran
- Hassan El Sayed som Amir
- Stine Fischer Christensen som Johanne
- Amalie Lindegård som Liv
- Dan Boie Kratfeldt som Johnny
- Austa Lea Gohr Jespersen som Ida
- Kitt Maiken Mortensen som Simone
- Petrine Agger som Konsulent
- Martin Geertz som Vært
- Mette K. Madsen som Anna
- Morten Hee Andersen som Bargæst
- Afshin Berehmand som Jamshid
- Saman Bakhtiari som Vært ved persisk fest
- Thomas Persson som Ung far
- Sidi Nour el Idrissi som Mand der laver mad
- Roya Moghaddas Hoffmeyer som Dansende kvinde
- Muhammed Cangören som Gammel mand, Iran
- Farzam Abdollahi som Ung mand, Iran
- Sina Amiri som Fodboldspillende dreng
- Ekber Mostajeran som Svigerfar, Iran
- Hasti Mostajeran som Datter, Iran
- Helya Mostajeran som Datter, Iran

## Eksterne Henvisninger
- Charmøren på Internet Movie Database (engelsk)
- Charmøren på Filmdatabasen
- Charmøren på danskefilm.dk
- Charmøren på danskfilmogtv.dk
- Charmøren på Scope
- Charmøren i Svensk Filmdatabas (svensk)
- Charmøren på AlloCiné (fransk)
- Charmøren på The Movie Database (engelsk)
- Charmøren på Rotten Tomatoes (engelsk)
- Charmøren på Box Office Mojo (engelsk)